# جوديث غرين
جوديث غرين (بالإنجليزية: Judith Green)‏ هي مؤرخة بريطانية، ولدت في 5 أغسطس 1947.